# Manuel Vázquez Seijas
Manuel Vázquez Seijas, (Lugo, 15 de enero de 1884 - 4 de diciembre de 1982) fue un historiador y escritor gallego.

## Trayectoria
Estudió el bachillerato en Lugo y cursó estudios en la Escuela de Comercio de La Coruña , obteniendo en 1902 los grados de Perito y Profesor mercantil. Amigo de los hijos de Carré, en la ciudad herculina forma parte de la famosa tertulia conocida por Cova Céltica, en la librería de Eugenio Carré Aldao, figurando entre sus tertulianos Angel del Castillo López, Manuel Murguía y Eduardo Pondal.'.
Es elegido concejal en Lugo (1912), desempeñando este cargo con Carlos LLama Navia (2012-13) y posteriormente el de teniente de alcalde con Angel López Pérez (1913-19). Durante unos años compagina el cargo de concejal con el de redactor del periódico La Idea Moderna
En 1919 ingresa por oposición en el Cuerpo de Interventores de Administración Local siendo nombrado interventor de fondos de la Diputación de Lugo, según carta del 1 de abril del mismo año dirigida a la corporación municipal en la cual renuncia a su puesto de concejal.
En sesión del 15 de septiembre de 1905 y con 21 años, fue nombrado académico adjunto de la Real Academia Gallega, cuando era su presidente Manuel Murguía, pasando a ser académico numerario en sesión celebrada el 8 de diciembre de 1940.
Tras el descubrimiento oficial del templo de Santa Eulalia de Bóveda en 1926, Vázquez Seijas, inicia una labor no sólo de divulgación del monumento sino también con las actuaciones arqueológicas que llevó a cabo secundando a Luis López Martí, acciones encaminadas a la salvaguarda de este monumento lucense.
También, junto con Luis López Martí, fue uno de los fundadores del Museo Provincial de Lugo. Fue en esta época y gracias a su iniciativa, al ser nombrado secretario del Patronato Provincial Pro-Fortaleza de San Paio de Narla, cuando la Diputación Provincial de esta ciudad adquiere en septiembre de 1939 este Museo-Torre de Xiá.
En sesión celebrada el 3 de mayo de 1948 , la Junta del Museo Provincial de Lugo acuerda su nombramiento como director del mismo, pasando en 1982 a ser Director Honorario Perpetuo.
El 29 de enero de 1965 fue nombrado Socio de Mérito del Círculo de las Artes de Lugo .En esta sociedad recreativa y cultural forma parte junto con Rof Codina, Julio Pérez de Guerra, Narciso Peinado, el médico Pedreira, Trapero Pardo, Ramón Domínguez, Pardo Valiña y otros, de una conocida peña denominada "El Senado", grupo de tertulia de café de media tarde en el que se trataban temas culturales y actualidad.
También fue vocal del Centro de Estudios Jacobeos en Santiago de Compostela, presidente de la Asociación Lucense de Amigos de los Castillos, Secretario de la Comisión Provincial de Monumentos,(director y colaborador del Boletín de la misma) y correspondiente de la Academia Provincial de Bellas Artes de La Coruña, Real Academia de la Historia, Real Academia de Bellas Artes de San Fernando y del Instituto Arqueológico Alemán.

## Obras
- Vázquez Seijas, M.(1939). Lugo bajo el Imperio Romano. Lugo: Diputación Provincial.
- Vázquez Seijas, M.(1943). Lugo en los tiempos prehistóricos. Lugo: Diputación Provincial.
- Vázquez Seijas, M.(1947). Guía del Museo de Lugo. Lugo: Diputación Provincial.
- Vázquez Saco, F.  y Vázquez Seijas, M. (1954). Inscripciones romanas de Galicia. Provincia de Lugo. Santiago de Compostela:  Consejo  Superior de Investigaciones Científicas. Instituto Padre Sarmiento de Estudios Gallegos.
- Vázquez Seijas, M.(1964). El lenguaje de las piedras. Lugo. La Voz de La Verdad.
- Vázquez Seijas, M. Fortalezas de Lugo y su provincia (1955-1973) T.I 1955,T.II 1959, T.III 1967, T.IV 1962, T.V 1970 y T.VI, 1973. Lugo: Diputación Provincial.

ARTÍCULOS
- Vázquez Seijas, M. (1906). Por Lugo y su historia. El magisterio Lucense,2-4.
- Vázquez Seijas, M. (1929). Las excavaciones de Santa Eulalia de Bóveda. Boletín de la Real Academia Gallega XIX,  (217),29-31
- Vázquez Seijas, M. (1929). Monumentos arqueológicos .Numismática. Lugo y su provincia, Libro de Oro, 114-115.
- Vázquez Seijas, M. (1929). Los tesoros de la torre y fortaleza de Anseán .Boletín de la Real Academia Gallega XIX, (220),92-94.
- Vázquez Seijas, M. (1930). Hallazgo de monedas romanas. Boletín de la Real Academia Gallega XIX, (223),168-172.
- Vázquez Seijas, M. (1931). Hallazgo de monedas romanas(continuación) .Boletín de la Real Academia Gallega XX, (230),31-33.

- Vázquez Seijas, M. (1932). Monedas de cuero. Boletín de la Real Academia Gallega XXI, (241),15-17.
- Vázquez Seijas, M. (1933). El Castro de Barán. Boletín de la Real Academia Gallega XXI, (246),125-130.
- Vázquez Seijas, M. (1934). Curiosa escultura románica. Boletín de la Real Academia Gallega XXI, (252),272-274.
- Vázquez Seijas, M. (1934). Una escultura proto-histórica .Boletín de la Real Academia Gallega XXII,(256),95-97.
- Vázquez Seijas, M. (1934). Las ruinas de Santa Eulalia de Bóveda .Galicia en Madrid ,(33),11.
- Vázquez Seijas, M. (1935). Del Lugo Romano. Boletín de la Real Academia Gallega XXII, (260),201-207.
- Vázquez Seijas, M. (1936). Notas arqueológicas: del Lugo romano. Hallazgo de monedas. Boletín de la Real Academia Gallega XXII, (261),225-232.

- Vázquez Seijas, M. (1936). Notas arqueológicas. Una curiosa placa-ídolo en piedra granítica. Boletín de la Real Academia Gallega XXII, (263),281-283.
- Vázquez Seijas, M. (1941) Hallazgos romanos. Boletín de la Comisión Provincial de Monumentos Históricos y Artísticos de Lugo I, (1), 19-21.
- Vázquez Seijas, M. (1941).Denarios romanos. Boletín de la Comisión Provincial de Monumentos Históricos y Artísticos de Lugo I, (8),223-226
- Vázquez Seijas, M. (1942). Monumentos megalíticos A Casia da Arquela. Boletín de la Comisión Provincial de Monumentos Históricos y Artísticos de Lugo I, (2),44-45.
- Vázquez Seijas, M. (1942). Joyas arcaicas. Boletín de la Comisión Provincial de Monumentos Históricos y Artísticos de Lugo I, (3),69-71
- Vázquez Seijas, M. (1942). Notas arqueológicas. Interesante piedra de armas.Boletín de la Real Academia Gallega XXIII, (268), 105-107.
- Vázquez Seijas, M. (1943). Campo de mámoas. Boletín de la Comisión Provincial de Monumentos Históricos y Artísticos de Lugo I,(5), 127-132.
- Vázquez Seijas, M. (1944). Museo Provincial de Lugo .Memorias de los museos arqueológicos provinciales , 5, 194-199.
- Vázquez Seijas, M. (1944). Curioso molde de bronce para fundición de hachas de talón. Boletín de la Comisión Provincial de Monumentos Históricos y Artísticos de Lugo I, (10-11), 298-301.
- Vázquez Seijas, M. (1945). En la ruta de los peregrinos .El Hospital de San Juan de Puertomarín. Boletín de la Comisión Provincial de Monumentos Históricos y Artísticos de Lugo II, (13), 28-33.

- Vázquez Seijas, M. (1945). Insculturas rupestres, aportación de la provincia de Lugo al Corpus Petroglyphorum Gallaeciae. Boletín de la Comisión Provincial de Monumentos Históricos y Artísticos de Lugo II, (14-15) ,75-81.
- Vázquez Seijas, M. (1945). Artistas lucenses.Un organero de Meilán. Boletín de la Comisión Provincial de Monumentos Históricos y Artísticos de Lugo II, (16),132-135.
- Vázquez Seijas, M. (1945). De re numismática. Boletín de la Comisión Provincial de Monumentos Históricos y Artísticos de Lugo II, (17-18), 186-189.
- Vázquez Seijas, M. (1945). Nuevos hallazgos en Proendos. Boletín de la Comisión Provincial de Monumentos Históricos y Artísticos de Lugo II, (19), 228-232.
- Vázquez Seijas, M. (1945). Un sagrario del siglo XVI. Boletín de la Comisión Provincial de Monumentos Históricos y Artísticos de Lugo II, (20), 278-281.
- Vázquez Seijas, M. (1947). Riqueza megalítica en tierras de Villalba . Boletín de la Comisión Provincial de Monumentos Históricos y Artísticos de Lugo II, (21-22), 349-361.
- Vázquez Seijas, M. (1947). Museo Provincial de Lugo. Memorias de los Museos Arqueológicos provinciales, 160-162.
- Vázquez Seijas, M. (1948). La Cárcel vieja de Lugo. Boletín de la Comisión Provincial de Monumentos Históricos y Artísticos de Lugo III, (25-26), 121.
- Vázquez Seijas, M. (1948). Enterramientos romanos. Boletín de la Comisión Provincial de Monumentos Históricos y Artísticos de Lugo III,(27-28) ,194-200.
- Vázquez Seijas, M. (1948-49). Museo Provincial de Lugo. Memorias de los Museos Arqueológicos Provinciales , 183-187.
- D´Ors ,A. y Vázquez Seijas, M. (1949). Nueva lápida romana. Boletín de la Comisión Provincial de Monumentos Históricos y Artísticos de Lugo III, ( (29-30) , 205-207.
- Vázquez Seijas, M. (1949). Pendiente visigótico. Boletín de la Comisión Provincial de Monumentos Históricos y Artísticos de Lugo III,( (31-32 ),326-327.
- Vázquez Seijas, M. (1950). Del Lugo romano (notas arqueológicas). Boletín de la Comisión Provincial de Monumentos Históricos y Artísticos de Lugo IV,( (33) ,62-66.
- Vázquez Seijas, M. (1950). Restos de un mosaico romano. Boletín de la Comisión Provincial de Monumentos Históricos y Artísticos de Lugo IV,  (34), 137-138.

- Vázquez Seijas, M. (1950). El Castro de Vilamayor de San Simón de la Cuesta. Boletín de la Comisión Provincial de Monumentos Históricos y Artísticos de Lugo IV, (35) , 216-224.
- Vázquez Seijas, M. (1950). Nuevo edificio para el Museo Provincial. Boletín de la Comisión Provincial de Monumentos Históricos y Artísticos de Lugo IV, (35) ,236-238.
- Vázquez Seijas, M. (1951). Un ara más de la fórmula “Ex visu”. Boletín de la Comisión Provincial de Monumentos Históricos y Artísticos de Lugo IV, ( (36),300-301.
- Vázquez Seijas, M. (1952). Factorías pesqueras en la playa de Area. Boletín de la Comisión Provincial de Monumentos Históricos y Artísticos de Lugo V, (37-38), 110-114.
- Vázquez Seijas, M. (1953). Hachas de bronce de doble anillo. Boletín de la Comisión Provincial de Monumentos Históricos y Artísticos de Lugo V, (39), 208-214.
- Vázquez Seijas, M. (1953). Hallazgo de denarios romanos en Bares. Boletín de la Comisión Provincial de Monumentos Históricos y Artísticos de Lugo  V, (40), 304-308.
- Vázquez Seijas, M. (1953). Notas sobre túmulos lucenses. Zephyrus Revista de Prehistoria y Arqueología, 4, 219-225.
- Vázquez Seijas, M. (1954). Santa María la Real de El Cebrero. Faro luminoso en la ruta de las peregrinaciones jacobeas.  Lar ,(248-249-250), 67-68.
- Vázquez Seijas, M. (1954-55). Terra Sigillata. Boletín de la Comisión Provincial de Monumentos Históricos y Artísticos de Lugo VI, ( 41-44 ), 42-46.
- Vázquez Seijas, M. (1956). La fábrica de moneda de Jubia. Boletín de la Real Academia Gallega XXVII,  (309-320) 538-564.
- Vázquez Seijas, M. (1956-57). Historia del encendido de un alto horno en la Real Fábrica de Sargadelos. Boletín de la Comisión Provincial de Monumentos Históricos y Artísticos de Lugo VI, (45-48) págs. 167-170.
- Vázquez Seijas, M. (1957). Notas sobre el Museo Provincial de Lugo. Lar.
- Vázquez Seijas, M. (1957). El Museo Provincial de Lugo. Vida Gallega, (31), 45.
- Vázquez Seijas, M. (1958). Las murallas romanas lucenses.Su conservación. Lar.  (296-297-298)
- Vázquez Seijas, M. (1958). La sección arqueológica del Museo Provincial Lucense .Vida Gallega,15
- Vázquez Seijas, M. (1958-59). Mansión céltica en tierras lucenses. Boletín de la Comisión Provincial de Monumentos Históricos y Artísticos de Lugo VI,  (49-52), 274-284.
- Vázquez Seijas, M. (1959). La cueva céltica. Boletín de la Real Academia Gallega XXIX (333-338), 89-91.
- Vázquez Seijas, M. (1959-60). Relojes de sol. Boletín de la Comisión Provincial de Monumentos de Ourense XX, 295-297.
- Vázquez Seijas, M. (1960-61). Nuevo hallazgo de hachas de bronce de talón. Boletín de la Comisión Provincial de Monumentos Históricos y Artísticos de Lugo, 7 (53-56), 23-25.
- Vázquez Seijas, M. (1962). Sartegos. Boletín de la Comisión Provincial de Monumentos Históricos y Artísticos de Lugo VII,  (57-58), 138-150.
- Vázquez Seijas, M. (1963). Dos nuevas y curiosas hachas de bronce de talón. Boletín de la Comisión Provincial de Monumentos Históricos y Artísticos de Lugo VII, (59-60), 189-194
- Vázquez Seijas, M. (1963). Siringa o flauta de Pan astronómica. Boletín de la Comisión Provincial de Monumentos Históricos y Artísticos de Lugo VII, (59-60), 215-219.
- Vázquez Seijas, M. (1964). Las murallas romanas de Lugo: primitivos accesos. Boletín de la Comisión Provincial de Monumentos Históricos y Artísticos de Lugo VII, (61-62), 291-294.
- Vázquez Seijas, M. (1964). Posibles emisiones de Augusto en Lugo. Numisma 70, 37.
- Vazquez Seijas, M. (1964). La iglesia de San Miguel de Eiré en Pantón (Lugo). Boletín de la Real Academia de Bellas Artes de San Fernando (19), 56.
- Vázquez Seijas, M. (1965-66). La cueva de la Valiña. Boletín de la Comisión Provincial de Monumentos Históricos y Artísticos de Lugo VIII, (63-69), 25-30.
- .Vázquez Seijas, M. (1965-66). El relojero lucense Francisco Javier Méndez Y Meira de Saavedra. Boletín de la Comisión Provincial de Monumentos Históricos y Artísticos de Lugo VIII (63-69), 67-70.
- Vázquez Seijas, M. (1965-66). Las cuevas del Oso. Boletín de la Comisión Provincial de Monumentos Históricos y Artísticos de Lugo VIII, (63-66), 292-298
- Vázquez Seijas, M. (1967). Las murallas romanas de Lugo. Boletín de la Asociación Española de Amigos de los Castillos, (56), 59-66.
- Vázquez Seijas, M. (1967). El castillo de Villalba. Boletín de la Asociación Española de Amigos de los Castillos (59), 465-469.41
- Vázquez Seijas, M. (1967-68). El foro romano lucense. Boletín de la Comisión Provincial de Monumentos Históricos y Artísticos de Lugo VIII (67-70), 178-182.
- Vázquez Seijas, M. (1968). La fortaleza de San Payo de Narla. Boletín de la Asociación Española de Amigos de los Castillos (62), 295-304.
- Vázquez Seijas, M. (1969). El castillo de Pambre. Boletín de la Asociación Española de Amigos de los Castillos (67), 415-421.
- Vázquez Seijas, M. (1969). Don Francisco Vázquez Saco. Boletín de la Real Academia Gallega XXX (351), 271-274.
- Vázquez Seijas, M. (1971-72). Silografía antigua lucense. Boletín de la Comisión Provincial de Monumentos Históricos y Artísticos de Lugo IX (67-70), 50-54.
- Vázquez Seijas, M. (1973). Viviendas populares lucenses. Boletín de la Comisión Provincial de Monumentos Históricos y Artísticos de Lugo IX (79-80), 123-131
- Vázquez Seijas, M. (1974). El verraco de Justás. Boletín de la Real Academia Gallega, (356), 75-76.
- Vázquez Seijas, M. (1974-75). Pazo de Villafiz. Boletín de la Comisión Provincial de Monumentos Históricos y Artísticos de Lugo IX, (81-84),199-204.
- Vázquez Seijas, M. (1975). El Claustro de San Francisco de Lugo. Boletín Auriense (Orense: Museo Arqueolóxico Provincial de Ourense) (5) 339-341.
- Vázquez Seijas, M. (1976). La ciudad de Mondoñedo. Boletín de la Real Academia de Bellas Artes de San Fernando.(42),98-99.
- Vázquez Seijas, M. (1976). El monasterio cirticense de Ferreira de Pantón en Monforte de Lemos. Boletín de la Real Academia de Bellas Artes de San Fernando (41), 78.
- Vázquez Seijas, M. (1976). Casa y torre de Outeiro de Santiago de Saa. Boletín de la Comisión Provincial de Monumentos Históricos y Artísticos de Lugo IX (85-86), 254-256.
- Vázquez Seijas, M. (1977-78). Interesante privilegio real del siglo XVI. Boletín de la Comisión Provincial de Monumentos Históricos y Artísticos de Lugo X (87-90), 83-85.

También es autor de numerosos artículos periodísticos publicados en El Progreso, La Idea Moderna y La Voz de Galicia  entre otros.
Es necesario destacar su aportación a la historiografía de Lugo y su provincia, por los numerosos artículos publicados. De toda su obra adquiere especial relevancia "Fortalezas de Lugo y su provincia", seis tomos con aportes históricos, arqueológicos y genealógicos de las murallas, castillos, torres y casas-torres, algunas ya desaparecidas, de la provincia Lugo.
La Diputación de Lugo creó en 2003 el premio de investigación M. Vázquez Seijas, para fomentar la investigación sobre historia, arte, arqueología, antropología y museología de la provincia de Lugo.

## Méritos
- Medalla al Mérito en el Trabajo, 1960
- Medalla de plata de la Asociación Española de los Amigos de los Castillos, 1961
- Lucense del año, 1968
- Medalla de plata de la provincia de Lugo, 1982
- Director honorario perpetuo del Museo Provincial, 1982